# Itoplectis insignis
Itoplectis insignis là một loài tò vò trong họ Ichneumonidae.